# دينيس كريستينين
دينيس كريستينين مواليد 15 أبريل 1994 في فيلنيوس، هو لاعب كرة سلة ليتواني. بدأ مسيرته الاحترافية في سنة 2010. يحمل الرقم 55. يبلغ طوله 6 قدم 8 بوصة (2.0 م). لعب مع نادي ساكالي لكرة السلة في الدوري الليتواني لكرة السلة وتورو زغورجيلتس في الدوري البولندي لكرة السلة.

## روابط خارجية
- دينيس كريستينين على موقع الاتحاد الدولي لكرة السلة (الإنجليزية)
- دينيس كريستينين على موقع كرة السلة الأوروبية.كوم (الإنجليزية)
- دينيس كريستينين على موقع ريلجم (الإنجليزية)
- دينيس كريستينين على موقع بروبوليرز (الإنجليزية)